# Tabitha Babbitt
Tabitha Babbitt (n. 1784; d. aprox. 1853) a fost o inventatoare și sculer americană din secta shaker, printre invențiile căreia se numără ferăstrăul circular, îmbunătățiri la roata de tors și dinții falși. Unele surse atribuie meritul inventării fierăstrăului circular altor shakeri. Tabitha a făcut parte din comunitatea shaker din Harvard⁠(en)[traduceți].

## Biografie
Sarah (Tabitha) Babbitt s-a născut la 9 decembrie 1779 în Hardwick, Massachusetts. La 12 august 1793, ea devine membru al comunității shaker din Harvard (statul Massachusetts).

## Invenții
Babbitt este recunoscută ca fiind creatorul primului ferăstrău circular, folosit într-o moară de apă, în 1813. Ideea i-ar fi venit urmărind doi bărbați care tăiau lemne cu o beschie simplă și realizând că jumătate din efortul lor este irosit. Atunci ea a confecționat și a instalat o beschie circulară la o moară de apă. Acest prim ferăstrău circular este acum expus la Albany, New York. Babbitt nu și-a patentat invenția, pentru că a vrut să ofere posibilitate altora s-o folosească; totuși un brevet a fost înregistrat trei ani mai târziu de doi francezi, care s-au inspirat din niște schițe ale shakerilor.
Scriitorul M. Stephen Miller susține că ferăstrăul circular a fost inventat mai devreme de altcineva, judecând după data la care Babbitt a aderat la secta shakerilor. El presupune că inventatorul adevărat ar fi Martin John Amos sau Benjamin Bruce din comunitatea shaker din Mount Lebanon⁠(en)[traduceți], în 1793 — ba chiar probabil cineva din afara sectei.
Se presupune că Babbitt a inventat și o nouă modalitate de confecționare a dinților falși, cât și a îmbunătățit construcția roții de tors. De asemenea, de rând cu Eli Whitney, a îmbunătățit structura cuielor. Babbitt nu și-a patentat niciuna din invenții.